# Metrodora reticulata
Metrodora reticulata är en insektsart som först beskrevs av Hancock, J.L. 1906.  Metrodora reticulata ingår i släktet Metrodora och familjen torngräshoppor. Inga underarter finns listade i Catalogue of Life.